# Геек, Николай Карлович
Николай Карлович Геек (1830—1889) — русский педагог, директор Ришельевской гимназии; действительный статский советник. Его старший брат Ф. К. Геек был также директором гимназии — Дерптской.

## Биография
Родился в Вейсенберге 6 (18) января 1830 года в семье Карла-Георга Геека.
Окончив Главный педагогический институт в 1853 году был назначен (31 октября) старшим учителем математики и физики в Архангельскую губернскую гимназию. Кроме того с 1858 по 1862 год он преподавал опытную физику в Архангельском уездном училище.
25 октября 1862 года он был назначен директором Николаевской гимназии и занимал эту должность до 13 декабря 1864 года, когда был причислен к Министерству народного просвещения Российской империи; 8 марта 1865 года Николай Карлович Геек по Высочайшему повелению был командирован на два года за границу для ознакомления с лучшими народными училищами. По возвращении из командировки он 18 января 1866 года он снова был назначен на должность директора Николаевской гимназии.
Высочайшим приказом от 20 июня 1869 года он вновь был с научными целями отправлен в командировку за границу на время летних каникул, а 7 ноября 1869 года Н. К. Геек был за усердие в службе произведён в статские советники. В 1870 году преподавал на педагогических курсах при Николаевском уездном училище, а 12 декабря того же года был переведён в Одессу директором Ришельевской гимназии; 29 апреля 1873 года при основании Одесского реального училища Геек был переведён в него на пост директора.
26 декабря 1875 года он получил чин действительного статского советника, который давал право на потомственное дворянство.
В конце 1870-х годов Геек оставил Одессу и основал в Санкт-Петербурге первое частное училище; затем поступил инспектором в училище Святой Елены.
«Русский биографический словарь» указывал: 

Геек пользовался большой известностью в педагогическом мире; он отличался пониманием детского характера и потребностей детского духа и умением приспособляться к детям при изложении трудных для них начал математики
Николай Карлович Геек умер 4 (16) апреля 1889 года.